# فرودگاه نیکولسکویه
فرودگاه نیکولسکویه (به روسی: Аэропорт Никольское) فرودگاهی عمومی واقع درنیکولسکویه، کامچاتکا کرای در کشور روسیه است که توسط مؤسسه هوایی پتروپافلوفسک-کامچاتسکی اداره می‌شود.